# Tbilisis universitet
Tbilisis universitet (georgiska: ივანე ჯავახიშვილის სახელობის თბილისის სახელმწიფო უნივერსიტეტი, Ivane Dzjavachisjvilis sachelobis Tbilisis sachelmts'ipo universit'et'i), mer känt som Tbilisis statliga universitet (TSU), är ett universitet bildat den 8 februari 1918 i Tbilisi, Georgien. 
TSU är det äldsta universitetet i hela kaukasus-regionen. Över 35 000 studenter studerar vid universitetet och personal och fakulteten uppgår till omkring 5 000 personer. Universitetet har fem grenar i olika regioner i Georgien, 6 fakulteter, cirka 60 vetenskapliga forskningslaboratorier och centra, ett vetenskapligt bibliotek, 7 museum, förlag och ett tryckeri för tidningen Tbilisis universiteti. 
Grundaren av universitetet är den kända georgiska historikern och akademikern Ivane Dzjavachisjvili. Flera andra kända forskare, Giorgi Achvlediani, Sjalva Nutsubidze, Dimitri Uznadze, Grigol Tsereteli, Akaki Sjanidze, Andria Razmadze, Ioseb Kipsjidze, Petre Melikisjvili och Ekvtime Takaisjvili, var även de med i grundandet av universitetet. Professor Petre Melikisjvili, en välkänd georgisk kemist, blev universitetets första rektor.
Nuvarande rektor, sedan augusti år 2010 är Aleksandre Kvitasjvili.

## Alumni

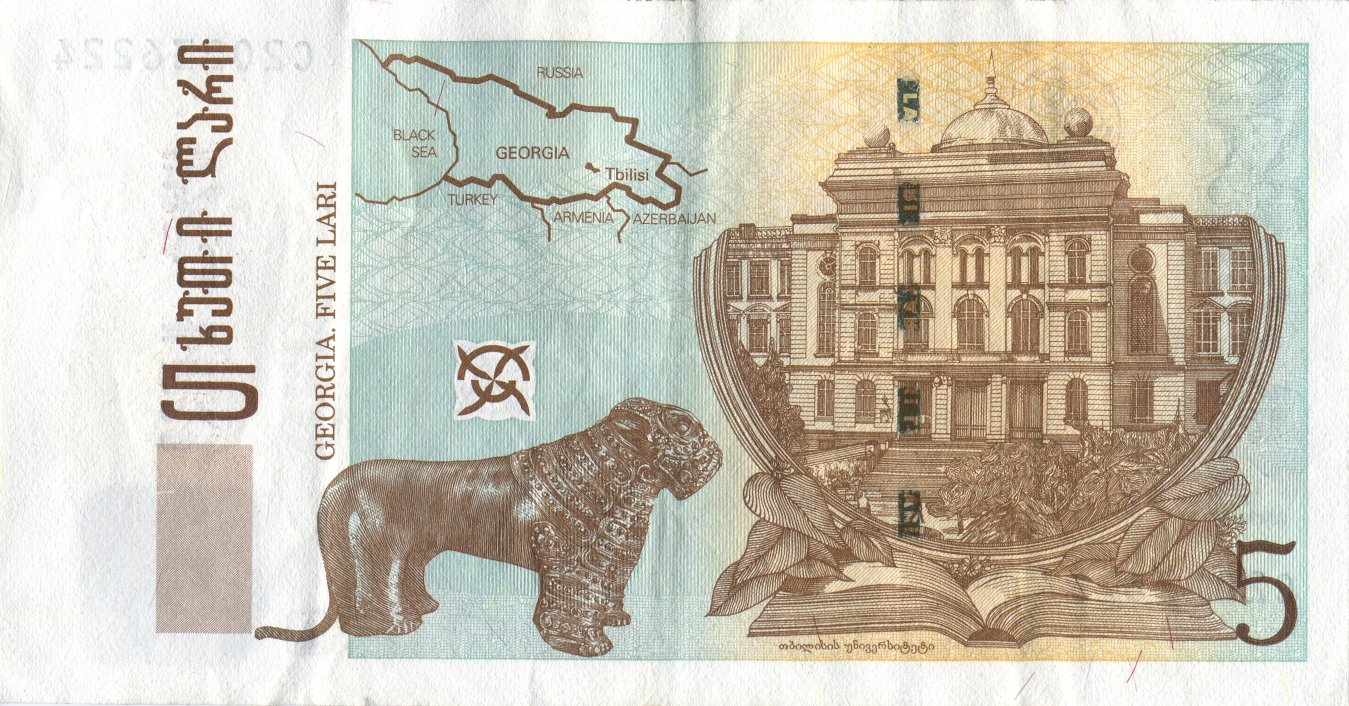
Tbilisis universitet porträtterat på en georgisk Lari

### Premiärministrar
- Bidzina Ivanisjvili
- Nikoloz Gilauri
- Vladimer Gurgenidze
- Zurab Zjvania

### Talmän i parlamentet
- Davit Usupasjvili
- Davit Bakradze
- Nino Burdzjanadze

### Övriga
- Ilia Abuladze, filolog
- Giuli Alasania, historiker
- Arnold Tjikobava, lingvist
- Levan Tjilasjvili, arkeolog
- Gia Dvali, fysiker
- Ana Dolidze, aktivist
- Guranda Gvaladze, botaniker
- Evgen Gvaladze, advokat och politiker
- Gia Getsadze, advokat
- Nikoloz Dzjanasjia, historiker
- John Chetsuriani, advokat
- David Lordkipanidze, antropolog
- Aka Mortjiladze, författare
- Irakli Okruasjvili, politiker
- Bulat Okudzjava, författare, poet, musiker
- Grigol Peradze, teolog och historiker
- Lasha Zjvania, politiker, diplomat
- Gia Nodia, Georgiens tidigare utbildnings- och forskningsminister, politologist, statsvetare, expert
- Dzjaba Mudzjiri, fotbollsspelare
- Levan Urusjadze, historiker
- Lia Leon Tjatjanidze, fysiker och matematiker
- Maia Pandzjikidze, Georgiens utrikesminister, politiker och diplomat

### Fotnoter
1. ↑  ”Georgian Prime Minister made a statement regarding Aleksandre Kvitashvili in the State Chancellery”. Government of Georgia. 31 augusti 2010. Arkiverad från originalet den 21 juli 2011. https://web.archive.org/web/20110721030336/http://government.gov.ge/print.php?gg=1&sec_id=186&info_id=31221&lang_id=ENG. (engelska)